# Chiesa episcopale metodista africana
La Chiesa Metodista Episcopale Africana, chiamata anche AME, è una Chiesa metodista nera. Aderisce alla teologia wesleyano-arminiana e ha una politica connessionalista. La Chiesa Episcopale Metodista Africana è la prima denominazione protestante indipendente a essere stata fondata da afroamericani, ma accoglie membri di tutte le etnie.

## Fondazione
La Chiesa AME fu fondata da Richard Allen (1760-1831) nel 1816, quando riunì cinque congregazioni afroamericane della Chiesa Metodista Episcopale (MEC) precedentemente istituita con la speranza di sfuggire alla discriminazione che era comune nella società, comprese le chiese.

## Nome della chiesa
Africana
La Chiesa AME è stata creata e organizzata da afroamericani (per la maggior parte discendenti da schiavi africani portati nelle Americhe) come risposta alla discriminazione dei fedeli bianchi nella chiesa metodista. La chiesa non è stata fondata in Africa, né per le persone di origine africana.
Metodista
Le radici della chiesa sono metodiste. Benché i membri della Chiesa Metodista di San Giorgio lasciarono la congregazione a causa della discriminazioni razziali, perseguirono la medesima dottrina e l'ordine di culto metodista.
Episcopale
La Chiesa AME opera sotto una forma episcopale di governo ecclesiastico. I capi delle denominazioni sono vescovi della chiesa.

## Motto
Deriva dal motto originale del vescovo Daniel Alexander Payne "Dio nostro Padre, Cristo nostro Redentore, Uomo nostro fratello", che è stato il motto della Chiesa AME fino alla Conferenza Generale del 2008, quando l'attuale motto è stato ufficialmente adottato.

## Credenze
I fondamenti delle credenze della chiesa possono essere riassunti nel Credo degli Apostoli e nei venticinque articoli di religione, mantenuti in comune con altre congregazioni episcopali metodiste. La chiesa osserva anche lo statuto ufficiale della Chiesa AME. La "Dottrina e disciplina della Chiesa Episcopale Metodista Africana" viene rivista ad ogni Conferenza Generale e pubblicata ogni quattro anni. La chiesa AME segue la regola secondo cui un ministro deve andare in pensione all'età di 75 anni e i vescovi, più specificamente, sono tenuti a ritirarsi alla Conferenza Generale più vicina al loro 75º compleanno.

## Questioni sociali
La Chiesa AME è attiva per quanto riguarda le questioni di giustizia sociale e ha investito tempo ed energie nella riforma del sistema di giustizia penale. Per quanto riguarda le questioni femminili, l'AME ha sostenuto l'uguaglianza di genere e, nel 2000, ha eletto per la prima volta una donna a vescovo. Nel 2004, l'AME ha votato per vietare il matrimonio tra persone dello stesso sesso nelle sue chiese, ma non ha stabilito una posizione sull'ordinazione: ci sono sacerdoti apertamente gay ordinati nell'AME e «la Dottrina e la Disciplina della Chiesa AME non hanno una politica esplicita riguardo al clero gay». Durante un dibattito svoltosi nel 2021, l'AME ha confermato che, sebbene la chiesa non consenta i matrimoni tra persone dello stesso sesso, «non impedisce alle persone LGBT di servire come pastori o guidare in altro modo la chiesa». La Conferenza generale dell'AME ha votato contro la proposta di consentire i matrimoni tra persone dello stesso sesso nelle sue chiese, ma ha approvato l'istituzione di un comitato che esplori e fornisca raccomandazioni per i cambiamenti alla dottrina per la cura pastorale delle persone LGBTQ. Durante la Conferenza Generale del 2016, la Chiesa AME ha invitato Hillary Clinton a tenere un discorso ai delegati e al clero. Inoltre, la Chiesa AME ha votato per prendere "posizione contro il cambiamento climatico".